# Nirvana X-ROM
Nirvana X-ROM è un videogioco d'avventura grafica punta e clicca pubblicato nel 1996 per Windows e Macintosh dalla Cecchi Gori New Media, tratto dal film cyberpunk Nirvana.
Il videogioco è stato realizzato in collaborazione con CD-ITALY sotto la supervisione artistica di Gabriele Salvatores e successivamente distribuito dalla CTO.
Contiene diverso materiale tra cui:
- 50 filmati, alcuni di repertorio tratti dalle riprese del film (con numerosi inediti) e altri originali, girati appositamente.
- 40 nodi QuickTime VR, tratti da riprese fotografiche sul set del film, o modellati in 3D
- 400 immagini tratte dal girato del film, dal set, dai backstages e da altre fonti
- 50 animazioni realizzate in grafica 3D/2D
- Testi (tra i quali la sceneggiatura integrale del film)
- Musiche (brani tratti dalla colonna sonora del film e musiche originali per il CD)